# Wilq Superbohater
Wilq Superbohater – polska seria komiksowa autorstwa braci Bartosza i Tomasza Minkiewiczów, ukazująca się od 2003 nakładem wydawnictwa BM Vision.
Pierwsze komiksy o tytułowym bohaterze Wilqu ukazały się na łamach magazynu "Produkt". Komiks charakteryzuje się prymitywną kreską, przypominającą dziecięce rysunki, a jego bohaterowie posługują się językiem pełnym wymyślnych wulgaryzmów.

## Bohaterowie
Głównym bohaterem jest Wilq, mieszkaniec rodzinnego miasta autorów – Opola. Prywatnie Wilq jest jak sam o sobie mówi "skwaszonym bucem" pracującym w agencji reklamowej "Oko", gdzie kopiuje teksty z Microsoft Worda do Corela. Jako superbohater Wilq nie posiada wielu nadludzkich umiejętności, potrafi jedynie latać i nieźle gra w Quake'a III Arena. Przez większą część czasu pojawiał się z charakterystycznym grymasem na twarzy, który został usunięty w niedawnych komiksach. Inne postacie występujące w komiksie to:
- AlcMan – kumpel Wilqa z liceum, także superbohater. Bardzo rzadko używa swoich umiejętności (głównie wytwarzania alkoholu w organizmie). AlcMan chodzi wiecznie uśmiechnięty, co zmusza go do nadmiernej gestykulacji (krytykowanej przez Wilqa), ale też czyni z niego najbardziej "wyluzowaną" postać w komiksie.
- Entombet – kolejny kumpel z liceum, wybrał "ścieżkę lewej ręki" – superłotr; kiedyś słuchał heavy metalu. Lubi piwo, uprawianie patisonów i surfowanie po Internecie.
- Mikołaj – licealny kolega Wilqa, bez powodu nadużywający słów "ba ba ba". Poniekąd również superbohater; ma moc "dotykania okiem", uśmiechnięty brzuch i (tylko w jednym z odcinków) moc "wchodzenia na szafę". W stanie nietrzeźwości wykazuje zdolności telepatyczne.
- Jur – początkowo kolega Wilqa, później występuje jako niemalże wszystkie postaci drugoplanowe: policjanci, przechodnie, przeciwnicy bohatera itd.
- Doktor Wyspa – niegdysiejszy licealny przyjaciel bohaterów, obecnie jeden z ich głównych przeciwników – mieszkający na Zaodrzu szalony naukowiec, próbujący zawładnąć Opolem za pomocą tworzonych przez siebie robotów; w wolnych chwilach "skleja modele do sklejania", gra w Scrabble oraz w grę fabularną Warhammer. W jednym z odcinków określany jako Zabójca Troli (pisownia oryginalna). Przez pozostałych bohaterów określany jest często jako "Krokodyl" ze względu na wystające przednie zęby.
- Komisarz Gondor – komisarz policji, zleca Wilqowi sprawy do wyjaśnienia; flegmatyk, dużo pali. Parodia znanego z Batmana komisarza policji, Jamesa Gordona.
- Jamnik Pucek – jamnik Mikołaja, Leg lover; miał większą rolę w odcinku "Powrót na basen w Suchym Borze", gdzie wcielił się w postać Beliala, "psa-topiciela". Zginął z ręki innego krótkotrwałego superzłoczyńczy, "Pana pRomka".
- Słaby Wielbłąd – koleżanka Wilqa z liceum, skrycie zakochana w bohaterze – z nieudowodnioną szerzej wzajemnością. Rzekomo księżniczka z kosmosu (nie udało się jej jednak poznać na ten temat szczegółów) często zwraca uwagę na prawa zwierząt.
- żółwik Maciuś – żółw Wilqa, jego podobizna występuje na kostiumie bohatera; Wilq jest do niego bardzo przywiązany, czego jednak zazwyczaj nie okazuje otwarcie i tego samego wymaga od samego żółwika.
- Emil – student na praktykach u Wilqa, później u dr. Wyspy. Jego naczelną mocą są stereotypowe studenckie odzywki i zachowania. Pokonany i uśmiercony przez Wilqa w ostatniej części "Trylogii Oplau".
- SS-Sisters – lekko faszyzujące, skręcające w stronę skrajnego ekologizmu siostry; prawie udało im się podbić Opole i pokonać Wilqa. Zniknęły po wydarzeniach przedstawionych w "Trylogii Oplau". Od tego czasu nie widziane.
- T.D.Z.C. – alias Trójpalczasta Dłoń z Ciasta; kradnąc bieliznę i stosując praktyki zbliżone do voodoo chciała zdobyć władzę nad Opolem; przegnana przez Wilqa, powróciła jako właściciel sklepu z wyposażeniem dla superłotrów, działającym pod przykrywką sklepu AGD.
- Penisoręka Poduszka Elektryczna – jeden z przeciwników Wilqa, seryjny gwałciciel.
- Karotino – Marchewkowy pederasta – żywa marchew o wyjątkowo bogatej biografii, zahaczającej zarówno o występu na zawodach Strong Man i przestępstwa, jak i występy z kościelnym chórem oraz zespołem Myslovitz.
- Królik – szef opolskiej mafii. W komiksie ani razu nie pojawia się osobiście, ale jest często wspominany. Co miesiąc organizuje napad na kiosk, zdobywając bilety komunikacji miejskiej którymi płaci swoim ludziom. Poza tym jego działalność przestępcza rysuje się niezbyt wyraźnie, nie ulega jednak wątpliwości, że mafijna rodzina Królika dysponuje poważnymi wpływami. Wilq oficjalnie z nim walczy, ale jednocześnie często korzysta z jego pomocy, a od 11 numeru nawet płaci mu haracz za ochronę. AlcMan kolaboruje z Królikiem bez skrupułów i niemal otwarcie.
- Morderczy Bluszcz – pnąca roślina doniczkowa. Wymykał się Wilqowi w nienarysowanych odcinkach, by wreszcie paść z jego ręki ("a raczej nogi") w numerze 13.

## Tomy
1. Wilq Superbohater (marzec 2003)
2. Historie, których wolałbyś nie znać (maj 2003)
3. Żółw, Tuńczyk i jaskinia Krokodyla (wrzesień 2003)
4. Powrót na basen w Suchym Borze (styczeń 2004; tom uzupełniony o zestaw naklejek)
5. Zebry z Bronxu (maj 2004)
6. Rapier miłości (październik 2004)
7. Pod osłoną AGD (marzec 2005; tom uzupełniony o kalendarz)
8. Jednogłowy pirat (sierpień 2005)
9. Oplau (grudzień 2005)
10. Tłuc buców (grudzień 2006)
11. Z piekła lobem (kwiecień 2007)
12. Zaplute zamazane (wrzesień 2007)
13. Morderczy bluszcz na przednim siedzeniu (komiks) i Mordercze 12 miesięcy na przednim siedzeniu (kalendarz; listopad 2007)[1]
14. Nie będę walczył z dinozaurem jak jakiś debil (grudzień 2008)
15. Siedem dziur dla kominiarza (wrzesień 2010)
16. Vendetta brutto (grudzień 2010)
17. Podaj, Macieju (czerwiec 2011)
18. Z kosmosem na pieńku (październik 2012)
19. Honor spożywczy w domu rozpusty (grudzień 2013)
20. Syfon i papierosy (maj 2014)
21. Prawdziwa hańba powiatu (luty 2015)
22. Gdyby mała foczka walczyła z małą pandą (maj 2015)
23. Baton wampira w korcu maku (maj 2016)
24. Buty do wspierania trębacza (kwiecień 2018)
25. StwórTuber (listopad 2018)
26. Doktor Wyspa (czerwiec 2019)
27. Pornole wyklęte (listopad 2019)
28. Wiały Wiel Skur-Skur – kosmiczny bandyta (marzec 2020)
29. Ziszczajcie się, czarne scenariusze (wrzesień 2020)
30. Udobruchać przeznaczenie (kwiecień 2021)
31. Dużo, krótko, głupio i krótko (sierpień 2021)
32. Łowca jelenioidów (lipiec 2022)
33. Trójpalczasta dłoń z ciasta powraca (kwiecień 2023)
34. Wielki Przedwieczorny (kwiecień 2024)
35. Najpiękniejszy dzień życia (styczeń 2025)

### Wydania zbiorcze
- 1-2-3-4 Album – wydanie zbiorcze (grudzień 2009)
- 5-6-7-8 Album – wydanie zbiorcze (grudzień 2011)
- The Best Of (październik 2014)
- 9-10-11-12 Album – wydanie zbiorcze (listopad 2015)

## Nagrody
Komiks Wilq-Superbohater jest laureatem przyznawanych podczas Międzynarodowych Dni Komiksu w Łodzi nagród K'03, K'04 oraz K'05 w wielu kategoriach. W 2004 roku zwyciężył we wszystkich przewidzianych dla polskiego komiksu kategoriach.
W 2009 roku Śląski Klub Fantastyki przyznał Bartoszowi i Tomaszowi Minkiewiczom nagrodę Śląkfę w kategorii Twórca Roku.

## Opinie
- Wojciech Orliński w komiksie dostrzega portret sfrustrowanego polskiego społeczeństwa lat 90. XX wieku[2].
- Michał Błażejczyk interpretuje Wilqa jako "postać, wyrażającą tęsknotę za bohaterstwem w świecie, w którym jego klasyczne formy przestały mieć rację bytu". Wilq jest antybohaterem, wchodzącym w polemikę artystyczną z klasycznymi superbohaterami[3].